# Eupithecia behrensata
Eupithecia behrensata är en fjärilsart som beskrevs av Alpheus Spring Packard 1876. Eupithecia behrensata ingår i släktet Eupithecia och familjen mätare. Inga underarter finns listade i Catalogue of Life.